# Yagua jezik
Yagua jezik (llagua, nijyamïï nikyejaada, yahua, yava, yegua; ISO 639-3: yad), indijanski jezik porodice peba-yagua, kojim govori 5 690 pripadnika istoimenog plemena Yagua u Peruu (2000), u kraju između Iquitosa i brazilske granice.
U Peruu je jedan od službenih jezika. Osam bilingualnih škola. Uči se u osnovnim školama. 

## Vanjske poveznice
- Ethnologue (14th)
- Ethnologue (15th)